# Mikroregion Jundiaí

Mikroregion Jundiaí

Mikroregion Jundiaí – mikroregion w brazylijskim stanie São Paulo należący do mezoregionu Macro Metropolitana Paulista. Ma 804,3 km² powierzchni.

## Gminy
- Campo Limpo Paulista
- Itupeva
- Jundiaí
- Louveira
- Várzea Paulista